# Geografía de Puebla

Localización de Puebla en el territorio de México.

Puebla ocupa la 21.ª posición entre las 32 entidades federativas mexicanas por su superficie de 34 251 kilómetros cuadrados. Limita al norte con el estado de Hidalgo; al este, con el estado de Veracruz; al sur, con Oaxaca y Guerrero; y al poniente con los estados de Morelos, México, Tlaxcala e Hidalgo. No tiene salida al mar, aunque hasta antes de 1849, cuando fue creado el estado de Guerrero, poseía una salida al océano Pacífico, y también tuvo el control del partido de Tuxpan, que pasó a poder de Veracruz. La mayor parte del territorio poblano se encuentra en el Eje Neovolcánico. El clima es contrastante, y va del frío de las altas montañas al cálido semidesierto de la Mixteca.

## Relieve
El estado de Puebla se localiza en la región central oriente de México, al oriente de la capital de la república. Su territorio está lleno de contrastes, aunque las cañadas y las serranías son una constante en la mayor parte de él.

### Valle de Puebla-Tlaxcala
El corazón de Puebla es el Valle de Puebla-Tlaxcala, donde se asienta la capital. Se localiza en el centro de la entidad, y como su nombre lo indica, es compartido con el estado de Tlaxcala, que se inserta como una cuña en el centro de Puebla. El Valle de Puebla-Tlaxcala, o Poblano-Tlaxcalteca es amplio, de clima templado y lluvias moderadas. Tiene una altitud media de 2160 metros sobre el nivel del mar (m s. n. m.). Pertenece a la provincia geológica del Eje Neovolcánico, caracterizado por la presencia de altas cumbres originadas entre los períodos terciario y cuaternario. Está delimitado por las cadenas de cerros que adelantan el carácter montañoso de la Sierra Mixteca, en el sur del estado; al poniente, por la Sierra Nevada; al este por la Sierra Madre Oriental; y al norte el Volcán Malintzin señala el límite entre las secciones poblana y tlaxcalteca del valle. este se extiende por el poniente de esta montaña hacia el estado de Tlaxcala, donde es separado por pequeñas serranías de la región de los Llanos de San Juan. 

### Sierra Nevada

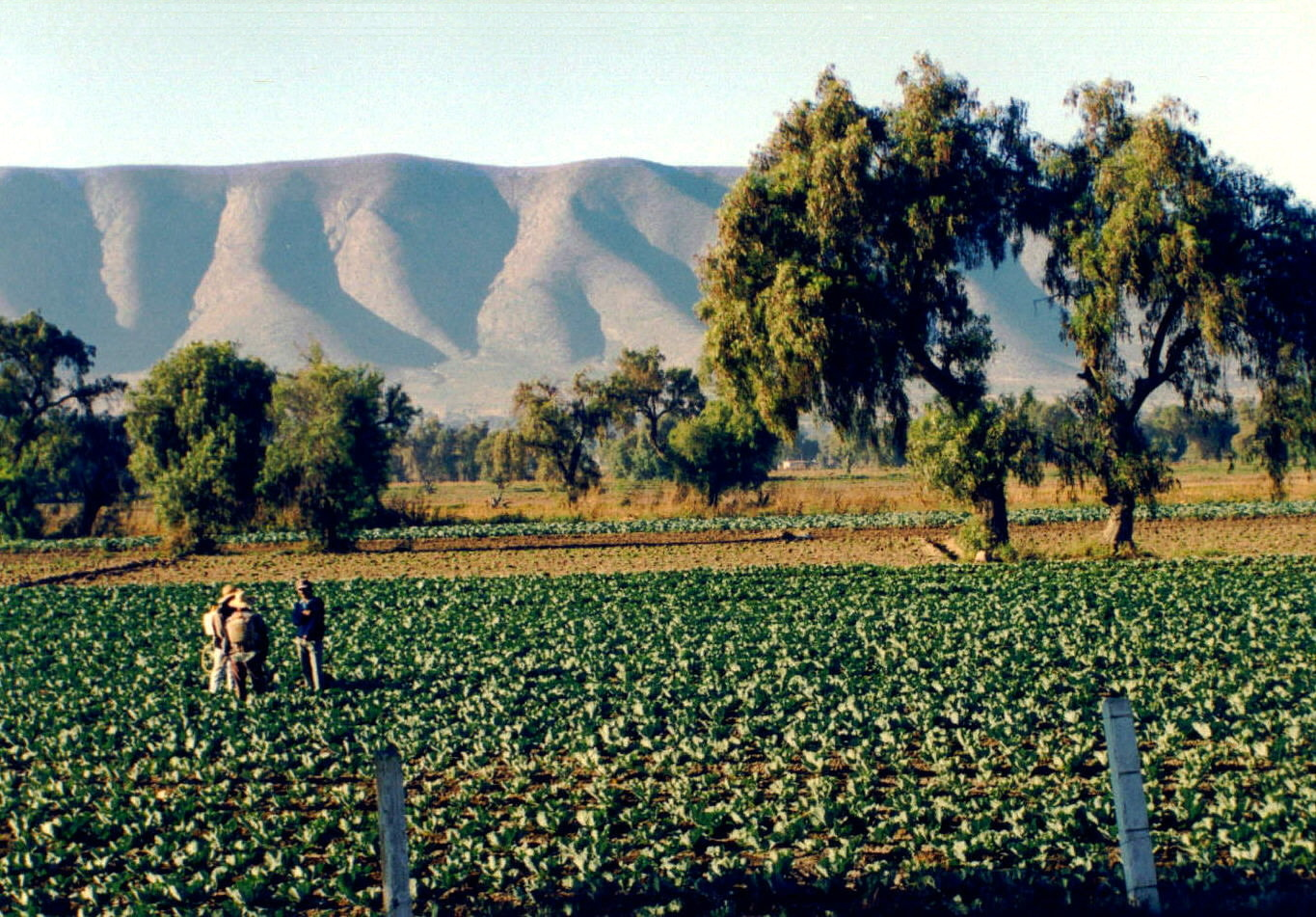
Paisaje del Valle de Puebla-Tlaxcala.

El límite poniente del valle de Puebla es la Sierra Nevada. Esta cadena montañosa, formada esencialmente por el Parque nacional Iztaccíhuatl-Popocatépetl, alcanza altitudes superiores a los 5000 m s. n. m. Las cumbres de estos volcanes ocupan el segundo y tercer puestos por su elevación a nivel nacional, y normalmente están cubiertas de nieve durante todo el año. El Popocatépetl es un volcán activo al que se le ha calculado una edad de 23 000 años, y se ha convertido en uno de los más vigilados del mundo luego del aumento en su actividad volcánica. Los volcanes de la Sierra Nevada forman parte del Eje Neovolcánico, que atraviesa México aproximadamente a la altura del paralelo 19°N. La Sierra Nevada, además de señalar el límite poniente del valle de Puebla, también constituye la frontera de Puebla con los estados de México y Morelos. 

### Nealtican

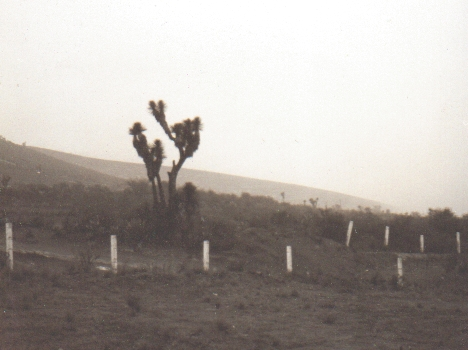
Paisaje del Valle de Tehuacán, cerca de San Gabriel Chilac, en un brumoso día de diciembre.

Al sureste de la Sierra Nevada, el Eje Neovolcánico alberga numerosos valles que a medida que se avanza hacia el sur son más bajos. El más inmediato es el malpaís de Nealtican, una meseta arenosa y pedregosa que alberga un denso bosque de pino-encino. Al sur del malpaís y al suroeste del valle poblano-tlaxcalteca se localiza el valle de Atlixco, que se caracteriza por sus suelos fértiles que lo convierten en una de las más importantes zonas agrícolas del estado. Al Sur de este valle, comienza la Mixteca Poblana, donde el relieve es abrupto. Entre los cerros que conforman la Sierra Mixteca —formada en realidad por numerosas cordilleras— se encuentran varios valles de clima semidesértico. El Valle de Matamoros es uno de los más amplios. Gracias a la presencia del río Atoyac se ha convertido en un importante centro del cultivo de caña de azúcar. Otros valles que enclavados en la Mixteca son el Valle de Chiautla y el de Acatlán. Estos son relativamente más bajos que el de Matamoros, y bastante más secos. Especialmente, el Valle de Acatlán está cubierto por una superficie dominada por pizarra y suelos de poca profundidad. Los valles de la Mixteca apenas sobrepasan los 1000 m s. n. m., y las montañas que los rodean difícilmente alcanzan los 2000 m s. n. m. en los puntos más altos. La mayor altitud de la región es el cerro Tecorral, en el municipio de Izúcar de Matamoros, con 2060 m s. n. m.

### Sierra Negra y Valle de Tehuacán
Al oriente de la Mixteca Poblana propiamente dicha, se encuentra el Valle de Tehuacán, que algunas veces aparece como parte de la Región Mixteca. El Valle de Tehuacán es una planicie alargada que se extiende desde el Valle de Tepeaca —que es el paso entre el Poblano-Tlaxcalteca y el valle tehuacanero— hasta el sureste del estado, siguiendo el curso del río Tehuacán. En el límite con Oaxaca, el Valle de Tehuacán se convierte en el conjunto de fallas originadas por el plegamiento del Eje Neovolcánico, la Sierra Madre Oriental y la Sierra Madre del Sur. Esa zona se conoce como Cañada de Cuicatlán. La cañada y el valle constituyen parte de la Reserva de la Biosfera Tehuacán-Cuicatlán, compartida por los estados de Oaxaca y Puebla. El valle de Tehuacán está separado de la Mixteca por una serranía que corre desde el sureste del Valle Poblano-Tlaxcalteca hasta las cercanías de Tehuacán, con dirección sureste. Esta cordillera se conoce con el nombre de Sierra de Tehuacán, y alcanza altitudes mayores que la Sierra Mixteca, superiores en varias ocasiones a los 2000 m s. n. m. 
Al oriente del Valle de Tehuacán se encuentra otra cordillera que comúnmente se conoce con el nombre de Sierra Negra, aunque no hay que confundirla con el volcán del mismo nombre que se encuentra varios kilómetros al noroeste, también en territorio poblano. Esta cordillera forma parte del Eje Neovolcánico y se caracteriza por su abrupto relieve, que rebasa con facilidad los 2000 metros de altitud. Su presencia explica la aridez del Valle de Tehuacán, puesto que impide el paso de las nubes de lluvia hacia esa región del sureste poblano. En contraste con el valle, la vertiente oriental de la sierra está cubierta por una espesa vegetación. La Sierra Negra emergió sobre la Sierra Madre Oriental, sepultándola con su intensa actividad volcánica, aunque esta última emerge más al sur, en el estado de Oaxaca, con el nombre de Sierra Mazateca.

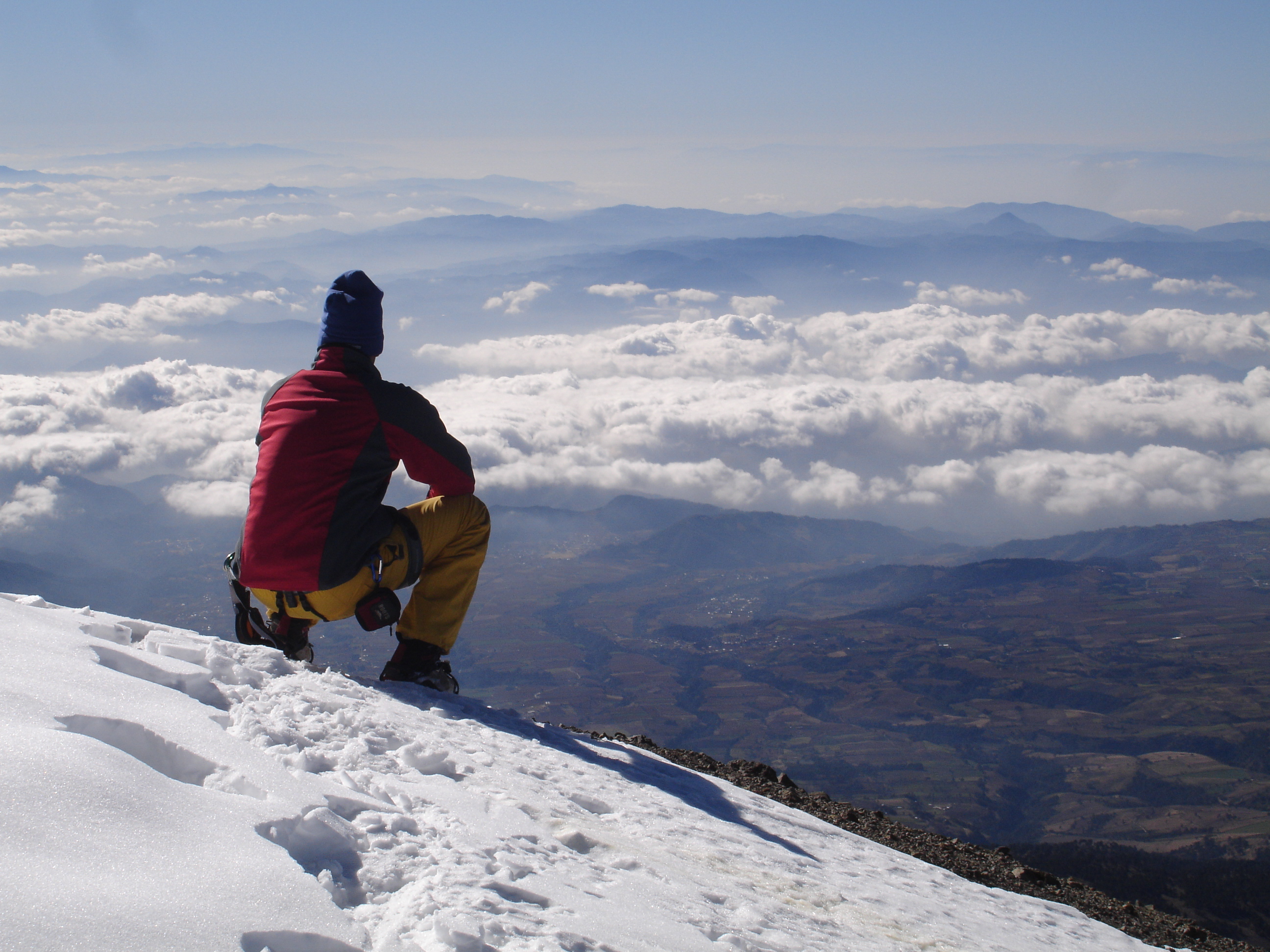
Vista desde la cumbre del Citlaltépetl.

Al norte de la Sierra Negra y el valle de Tehuacán se eleva el punto más alto de México. Se trata del Citlaltépetl o Pico de Orizaba, que marca el límite entre Puebla y Veracruz y rebasa los 5700 metros sobre el nivel del mar en territorio poblano. Su cumbre siempre está cubierta de nieve, y puede observarse desde el valle de Puebla y el de Tehuacán. Al poniente al Citlaltépetl se encuentra el volcán Sierra Negra, al que se consideraba como un contrafuerte del volcán. El declive poniente de la Sierra Negra y el Citlaltépetl forman una meseta de 2500 m s. n. m. conocida como Llanos de San Andrés, en la que se ubica Ciudad Serdán. Esta meseta desciende progresivamente hacia el poniente hasta el Valle de Tepeaca y hacia el norte en los Llanos de San Juan.

### Llanos de San Juan
Los Llanos de San Juan constituyen la zona de transición entre el Eje Neovolcánico y la sección meridional de la Sierra Madre Oriental, que en Puebla toma el nombre de Sierra Norte de Puebla. Al igual que la Sierra Negra, la Sierra Norte es una zona de abrupto relieve. La cadena de cordilleras abarca todo el norte de Puebla, en una zona que ocupa aproximadamente un espacio de cien kilómetros por cincuenta. La Sierra Norte se extiende hacia el territorio de Hidalgo y Tlaxcala; al tiempo que separa las mesetas del centro de Puebla y la Llanura Costera del Golfo. A esta última región natural corresponde una pequeña porción del extremo norte y noreste del territorio poblano.

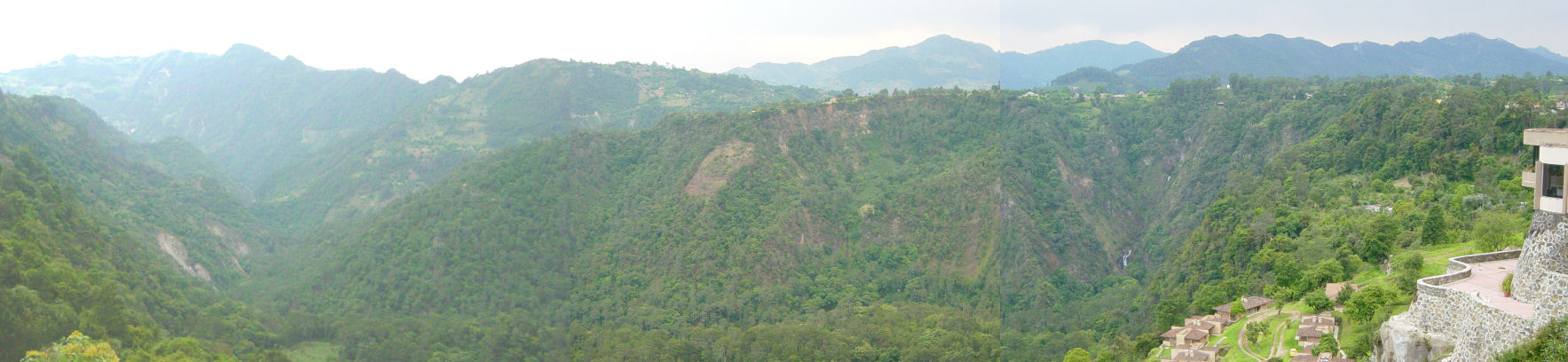
Barranca de los Jilgueros en el municipio de Zacatlán, parte de la Sierra norte de Puebla.

## Hidrología
El territorio poblano se encuentra sobre cinco regiones hidrológicas mexicanas.

### Pacífico
Más de la mitad del territorio corresponde a la región del Balsas, que es una de las más extensas de México y desemboca en el Océano Pacífico. 
De las cuencas que constituyen la región del Balsas, sólo la cuenca del río Atoyac drena una superficie equivalente al 49 % de la superficie poblana. El Atoyac recibe las aguas de numerosos afluentes que nacen en la Sierra Nevada, el Volcán Malintzin, el Citlaltépetl y la Sierra Mixteca. Entre estos se encuentra el río Zahuapan, que nace en el estado de Tlaxcala; el río Nexapa, que baja desde el Iztaccíhuatl por el poniente del estado hasta unirse con el Atoyac; y el río Mixteco que nace en la Mixteca Baja Oaxaqueña y recibe las aguas del río Acatlán, antes de unirse al Atoyac. 
Porcentajes bastante menores corresponden a las cuencas de los ríos Amacuzac, que forma el límite suroeste del estado con Morelos; y el Tlapaneco, que nace en Oaxaca y recorre el sur de Puebla para unirse finalmente con el Atoyac en el estado de Guerrero y dar origen al curso medio del río Balsas. 
En esta región se encuentran algunas presas importantes, destacando la Presa Valsequillo, que proporciona agua a Puebla de Zaragoza. Una de las grandes problemáticas de la región del Balsas es la presencia de una gran actividad industrial en la zona. Ello implica un alto índice de contaminación de las corrientes superficiales y los mantos freáticos de la cuenca que a su vez tienen grandes repercusiones para el equilibrio de los ecosistemas y para las poblaciones humanas.

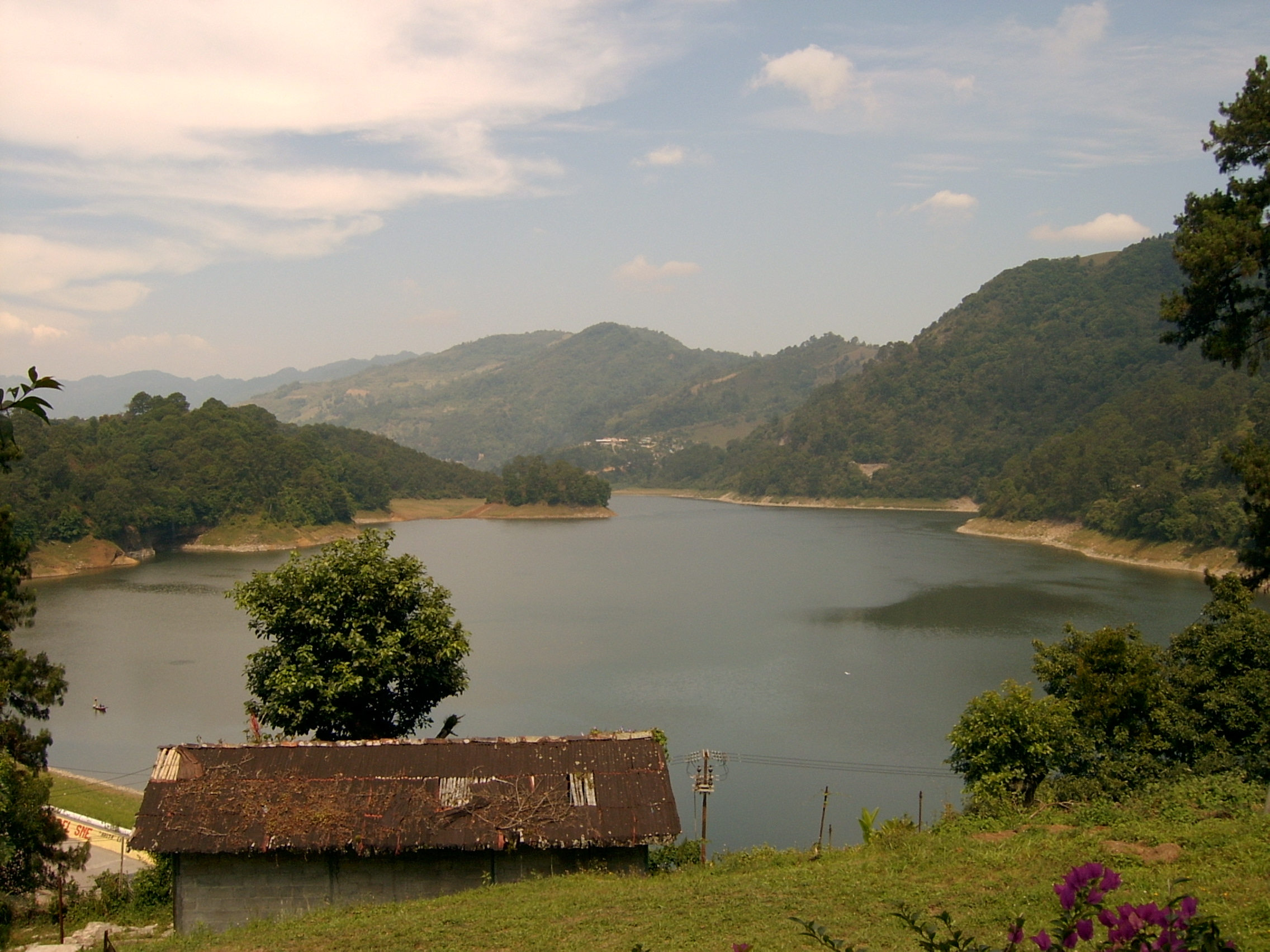
Río Nexapa, en el norte de Puebla.

### Golfo de México
El resto del territorio poblano se encuentra dentro de cuatro regiones hidrológicas que desaguan en el Golfo de México. 
- De ellas, la región del Pánuco representa menos del 1 % de la superficie del estado y corresponde a una pequeña sección en el municipio de Honey.

- Segunda en importancia por el porcentaje de la superficie poblana que drena es la región del Tuxpan-Nautla. Esta representa más del veinte por ciento del estado y está subdividida en cuatro cuencas que tienen sus fuentes en la Sierra Norte de Puebla.

La más pequeña de ella es la cuenca del río Jamapa, que nace en la Sierra de Quimixtlán, al norsete del Pico de Orizaba, atraviesa el estado de Veracruz y desemboca en el Golfo de México. 
Por sí sola, la cuenca del río Tecolutla desagua más del 16 % de la superficie de Puebla. Recibe las aguas de ríos como el María del Norte, el Apulco, el Laxaxalpa y el Necaxa. Sobre este último se encuentra la Presa Necaxa, de importancia histórica por estar asociada a la primera hidroeléctrica que se construyó en México. 
El relieve de la cuenca alta del Tecolutla da lugar a la formación de pequeños saltos que constituyen un importante atractivo turístico. 
Algunas de las cascadas más visitadas en el norte de Puebla son Las Brisas (sobre el río Apulco, en Cuetzalan del Progreso) y San Pedro Atmiatla (en el municipio de Zacatlán). 
Por otra parte, el río Necaxa es frecuentado por quienes gustan del piragüismo y el descenso de ríos.

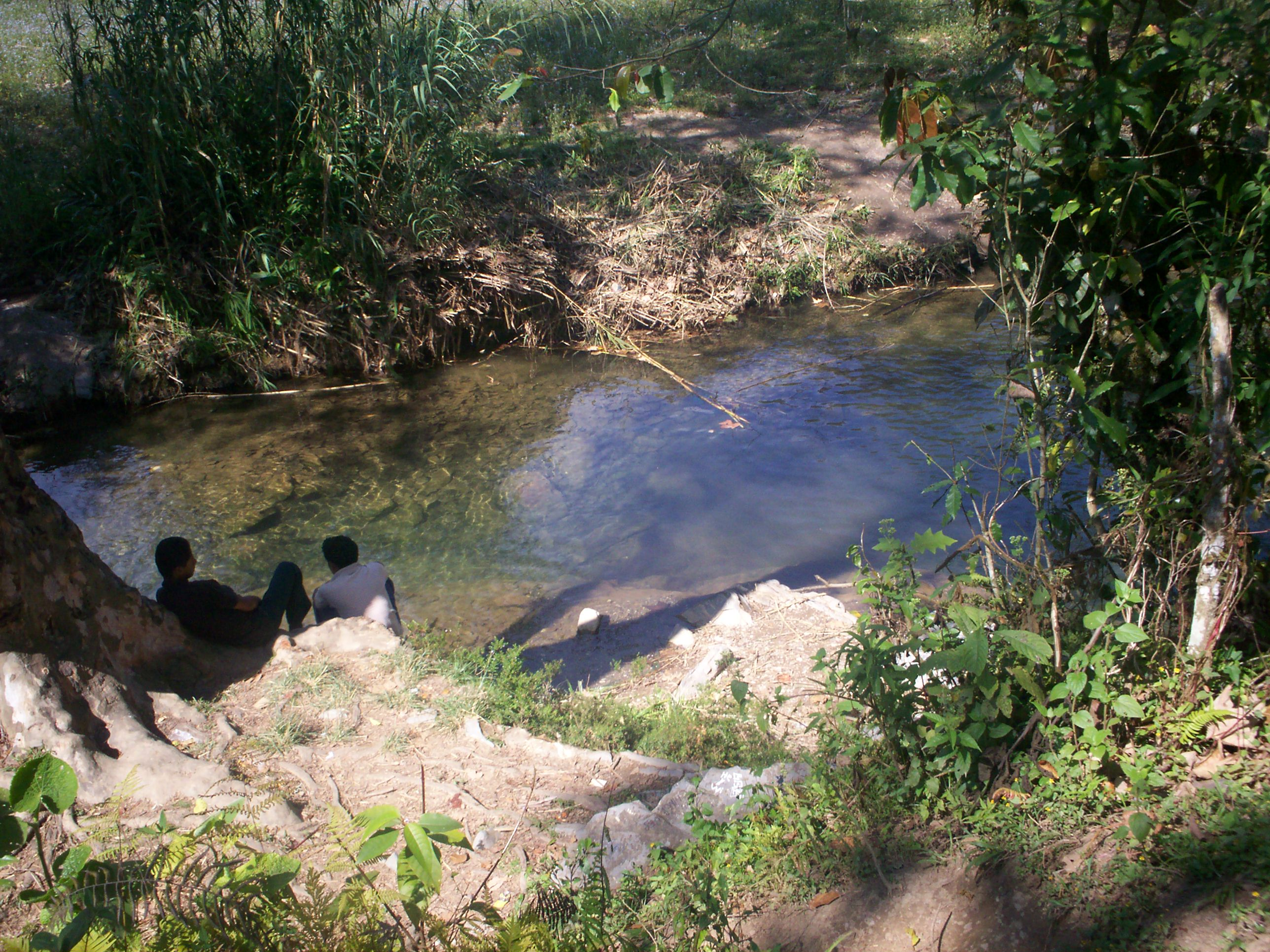
Río Petlapa, en el límite de Puebla y Oaxaca.

Al norte de la cuenca del río Tecolutla se encuentra la cuenca del río Cazones, donde el río San Marcos atraviesa todo el norte de Puebla, desde el límite con Hidalgo hasta la frontera de Veracruz. 
El extremo norte de Puebla está integrado en la cuenca del río Tuxpan. Aquí corre el caudaloso río Pantepec, que nace en el estado de Hidalgo y desemboca en el río Tuxpan. Este río padece inundaciones periódicas en la temporada lluviosa. En no pocas ocasiones, el Pantepec ha ocasionado varios desastres naturales que han dejado daños en la economía de la región y en la vida de sus habitantes. Una de las más recientes fue en 1999, cuando el municipio de Huehuetla (Hidalgo) fue arrasado por la creciente y más de cien familias perdieron sus casas, en tanto que en octubre de ese año, más de 200 personas fuerona arrastradas por la corriente del río en la Sierra Norte de Puebla.
- La tercera región hidrológica en importancia en el estado de Puebla es la región del Papaloapan, de corresponde al sureste del estado y drena alrededor de 16 % de la superficie. El caudaloso río Papaloapan tiene sus fuentes en el árido valle de Tehuacán, donde nacen los ríos Tehuacán, Zapotitlán, el Calapa y Tonto. Estos ríos tienen un caudal escaso y tienen sus fuentes en altitudes superiores a los 2000 metros de altura, desde donde bajan los pequeños arroyos que nacen en las montañas que rodean el valle de Tehuacán. Los ríos bajan por el valle hacia la cañada de Cuicatlán en el sur, donde quiebran a al este para dar origen al río Papaloapan en la región de Tuxtepec (Oaxaca). Ya en la Llanura Costera del Golfo de México, el Papaloapan recibe las aguas de otros ríos nacidos en la vertiente oriental de la Sierra Negra de Tehuacán, como el Coyolapa y el Petlapa.

## Climatología

### Climas templados
Los climas dominantes en el territorio poblano son los climas templados, con diversos grados de humedad. 
En conjunto, los espacios con clima templado en Puebla suman alrededor de 40 % de la superficie del territorio, más de la tercera parte del territorio posee un clima templado subhúmedo con lluvias en verano. 
Esta porción corresponde a 3 regiones:
- la región del centro del estado, donde se encuentran los valles de Puebla-Tlaxcala y Atlixco.

La falta de lluvias en algunas regiones se explica en parte por la presencia de las altas montañas en el oriente del estado, que impiden el paso de las nubes cargadas de humedad provenientes del Golfo de México. En esta porción del territorio poblano las temperaturas anuales son de 16° en promedio, y la pluviosidad oscila entre los 600 y 800 mm anuales.  a estación de más lluviosa es el verano. La estación de Echeverría (21-034) localizada en el Valle de Puebla, registró en promedio 165 mm de lluvia en el mes de junio durante los años de 2001 a 2005.
- la vertiente meridional de la Sierra Norte de Puebla.

- la vertiente occidental de la Sierra Negra de Tehuacán.

Igualmente con temperaturas templadas, pero con mayor humedad, son algunas zonas de las regiones medias de las sierras de Tehuacán, Nevada, Norte y el Citlaltépetl.

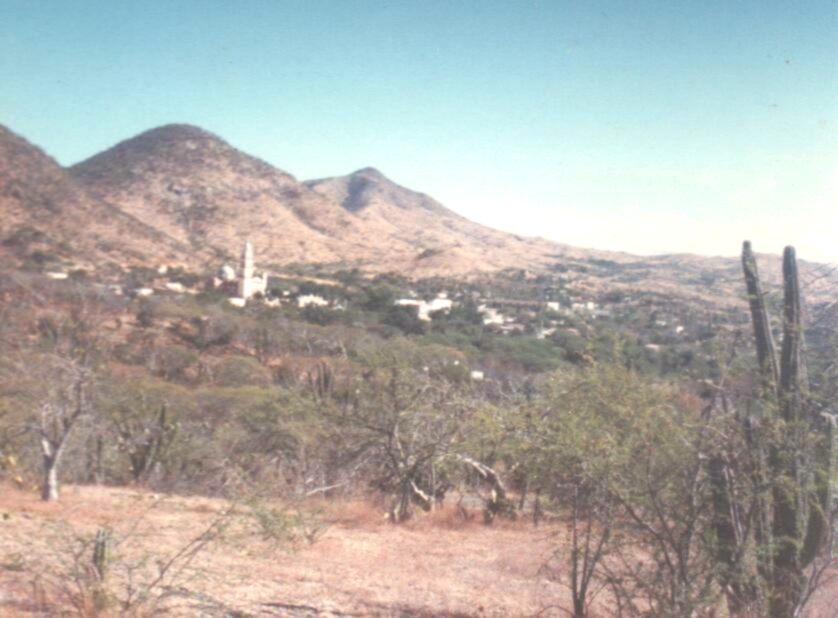
Vista del valle de Acatlán, en la Mixteca Poblana.

### Climas cálidos
Otro 39 % corresponde a los climas cálidos. Estos corresponden a las regiones de la Mixteca Poblana y la vertiente oriental de las sierras Norte y de Tehuacán, así como la región de la Sierra de Quimixtlán, en el centro oriente del estado.   Las temperaturas cálidas se deben a una menor altitud en comparación con ámbitos geográficos como el valle de Puebla. Por poner un ejemplo, en la Mixteca las cumbres de los cerros rara vez rebasan los 2000 m s. n. m., en tanto que el valle de Puebla tiene una altitud de 2160 m s. n. m. Una situación distinta es la de las vertientes orientales del estado. Además de encontrarse a una altitud menor en comparación con las mesetas del altiplano, se hallan más próximas a la costa del Golfo. Esto también establece una diferencia fundamental entre la Mixteca y las otras regiones de clima cálido en Puebla: la Mixteca es bastante más seca que la Sierra Norte y la Sierra Negra de Tehuacán. Mientras que la estación meteorológica de Piaxtla (Mixteca Poblana) registra una pluviosidad promedio de 727 mm anuales, las isoyetas de la Sierra Negra superan los 3000 mm y las correspondientes a la Sierra Norte alcanzan los 4000 mm.

### Climas secos
Poco más del 18 % de la superficie de Puebla posee algún tipo de climas secos o semisecos. Se trata principalmente de la parte sur del valle de Tehuacán y los Llanos de San Juan y de San Andrés, localizados tras las altas montañas del oriente del estado. Otra región con este tipo de clima se encuentra en el sur de la Mixteca, en el límite con Oaxaca y Guerrero. Las temperaturas en estas regiones oscilan entre los 16 °C y 22 °C. La pluviosidad es relativamente más escasa que en el resto del estado. En Oriental (Llanos de San Juan), las lluvias en promedio no rebasan los 500 mm anuales, mientras que en Ciudad Serdán rondan los 400mm.

### Mapas
| Mapas geográficos del estado de Puebla |            |        |
|                                        |            |        |
| Relieve                                | Hidrología | Climas |

## Áreas Naturales Protegidas (ANP)

### Áreas Naturales Protegidas Federales
- 1. Parque nacional Iztaccíhuatl-Popocatépetl.
- 2. Parque Nacional Pico de Orizaba.
- 3. Parque Nacional La Malinche o Matlalcuéyatl.
- 4. Cuenca Hidrográfica del Río Necaxa.
- 5. Reserva de la biosfera Tehuacán-Cuicatlán.
- 6. Parque Nacional Carmen Serdán (Xicotepec).

### Áreas Naturales Protegidas Estatales
Áreas Naturales Protegidas Estatales:
- 1. Reserva Estatal Sierra del Tentzo.
- 2. Parque Estatal Lagos de Tepeyahualco y Guadalupe Victoria.
- 3. El Humedal de Valsequillo.
- 4. Reserva Estatal Flor del Bosque.
- 5. Cerro Zapotecas.